# Reni Blum
Reni Blum (* 17. Januar 1934; † 18. August 2003) war eine Schweizer Malerin der Art brut.

## Leben und Werk
Reni (eigentlich Renate) Blum kam als Kleinkind zu Adoptiveltern, dem Arzt-Ehepaar Blum, nach Schramberg im mittleren Schwarzwald. 1942 starb ihr Adoptivvater nach kurzer Krankheit. Im Januar 1945 kehrte die aus der Schweiz stammende Adoptivmutter mit Reni in ihre Heimat zurück. Mit 14 Jahren traten bei Reni Blum erste Wesensveränderungen auf: Sie widersetzte sich jeglichem System. Dies führte zum Ausschluss aus dem Mädchengymnasium. 1952 musste sie auch die im Vorjahr begonnene Ausbildung an der Kunstgewerbeschule Zürich, unter anderem bei Johannes Itten, aufgeben.
Ab 1955 lebte sie ständig in Kliniken und Heimen, ab 1965 in der Kantonalen Psychiatrischen Klinik in Wil SG. In den 1960er-Jahren pflegte Reni Blum eine intensive Beziehung zu einem anderen Patienten dieser Klinik. In die gleiche Zeit fiel ein intensives künstlerisches Schaffen, das mit dem Tod des Freundes zum Erliegen kam. 2003 starb Reni Blum an Lungenkrebs.
Reni Blum malte in Öl auf Pressplatten und sie benützte gerne Heissleim als Untergrund. Ihr bevorzugstes Motiv sind Frauen in verschiedenen Stellungen und Handlungen. Eine Werkgruppe von Reni Blum befindet sich im open art museum in St. Gallen.

## Ausstellungen (Auswahl)
- 1965: Galerie Palette, Zürich
- 1994: Museum im Lagerhaus, St. Gallen
- 1994: Kulturpavillon der Kantonalen Psychiatrischen Klinik in Will
- 2004: Museum im Lagerhaus, St. Gallen (Gedächtnisausstellung)
- 2008: Kantonales Spital Heiden (Doppelausstellung)
- 2020: Museum im Lagerhaus, St. Gallen (Gruppenausstellung)[3]

(Quelle:)